# Safran Electronics & Defense
Safran Electronics & Defense (раніше Sagem Défense Sécurité) — французька компанія, що спеціалізується на оптроніці, авіоніці та електронних системах. Підприємство також займається розробкою програмного забезпечення для цивільних і військових застосувань у морському, авіаційному та космічному секторах. Це одна з десяти компаній, що входять до групи Safran.